# Tatort: Wir kriegen euch alle
Wir kriegen euch alle ist ein Fernsehfilm aus der Krimireihe Tatort. Der vom Bayerischen Rundfunk produzierte Beitrag ist die 1073. Tatort-Episode und wurde am 2. Dezember 2018 im Programm Das Erste gesendet. Das Münchner Ermittlerduo Batic und Leitmayr ermittelt seinen 80. Fall.

## Handlung
Ein wohlhabendes Ehepaar wird in einer Münchner Villa brutal ermordet. Nur die Tochter Lena hat das Massaker überlebt. Blutig an die Wände geschmiert wurde ein Hinweis auf den Strafrechtsparagraphen zur Mittäterschaft und die Prophezeiung „Wir kriegen Euch alle“. Batic und Leitmayr übernehmen die Ermittlungen und finden am Tatort schnell Hinweise, dass das Kind vom Vater missbraucht wurde und die Mutter dies stillschweigend duldete. Im Zimmer des Mädchens finden sie eine (in Deutschland verbotene) Smart-Toy-Puppe, über deren eingebautes Mikrofon der Täter mit dem Mädchen kommunizierte, von dem Missbrauch erfuhr und sich schließlich, als Weihnachtsmann verkleidet das Vertrauen des Kindes ausnutzend, Zutritt zum Haus verschaffte.
Die Kommissare befürchten zu Recht, dass jemand mehrere dieser Spielzeuge verteilt hat und auf diese Weise Jagd auf Kinderschänder macht. Die Spur führt zu einer Selbsthilfegruppe erwachsener Missbrauchsopfer, in die sich Batic einschleust. Tatsächlich ist die Gruppe für die Taten verantwortlich – letztlich wurde sie aber von einem ihrer Mitglieder ausgenutzt, das aus Habgier seine Eltern und seine jüngere Schwester beseitigt haben wollte.

## Hintergrund
Der Film wurde an 23 Drehtagen vom 23. Mai 2018 bis zum 22. Juni 2018 in München gedreht.

## Rezeption

### Kritiken
Der Filmdienst bewertete den Film mit zwei von fünf möglichen Sternen und kritisierte die Figuren als blass und die Ideen der Regie als matt.

„Der sperrige, sensible Problemstoff und der schnittige, suggestive Horror sind über Strecken nicht vereinbar. Auch fehlt der Geschichte zuweilen das emotionale Zentrum, weil Opfer- und Täterschaft durcheinandergeraten. 
Was der smart kalkulierten Horrorwirkung dieses visuell ausgereizten Thrillers am Ende keinen Abbruch tut: Senta mit ihren kalten Kulleraugen und Santa Claus mit seinem Buschmesser sorgen für Frostschauer im Hochsommermünchen.“

„Vieles stimmt nicht so recht an diesem Film, darunter auch viele Kleinigkeiten wie jene, dass in die meisten Münchner Haushalte gar nicht der Weihnachtsmann, sondern der Nikolaus und das Christkind kommen, und dass in Minute 24 ein halb volles Saftglas aus einer Hand übergeben wird, dann aber leer in der anderen Hand ankommt. Die Kommissare Batic und Leitmayr sind in den vergangenen 27 Jahren in vielen ganz wunderbaren Filmen zu sehen gewesen und in einigen ziemlich fürchterlichen. Der 80. Tatort aus München gehört zu den ziemlich fürchterlichen. Klarer Fall von schlechter Routine.“

„Selbst am Ende, wenn Hasko schwer verletzt den Plan von Louis durchschaut und die Betrachterin eigentlich alles weiß, hält dieser Tatort die Gefühle noch auf Trab: Weil man mit Hasko realisiert, nur benutzt worden zu sein gegen die eigenen Motive. Da sich dann aber erst herausstellt, dass die mit Betäubungsmittel versetzten Kekse so stark dosiert waren, dass sie zum Tod der Eltern führten, befällt Hasko das Wissen um die Konsequenzen der eigenen Hybris: Dass Gretchen Grein, die den Mord an den Eltern "verschlafen" sollte, nun auch tot sein könnte. Das zeigt, verglichen mit dem ausgedacht wirkenden, überflüssigen Rachemove vor zwei Wochen in Greater Hamburg, was hohe Erzählkunst ist.“

### Einschaltquoten
Die Erstausstrahlung von Wir kriegen euch alle am 2. Dezember 2018 wurde in Deutschland von 9,15 Millionen Zuschauern gesehen und erreichte einen Marktanteil von 25,8 % für Das Erste.